# 유신영
류신영(柳臣榮, 1853년 ~ 1919년)은 조선 후기의 인물이다. 본관은 풍산(豊山). 
1919년 광무황제의 서거 이후 자신의 주변 사람들에게 일제에 대해 항거함을 위해 죽을 것임을 알리고 3월 3일 음독 순국하였다.
사후 대한민국 건국 훈장 애국장을 받았다. 독립기념관에 의해 국가보훈처, 광복회와 공동으로 2020년 11월의 독립운동가로 선정되었다.